# Украшенные аспиды
Украшенные аспиды (Calliophis) — род ядовитых змей из семейства аспидов (Elapidae).

## Внешний вид и строение
Общая длина представителей этого рода колеблется от 50 см до 1,4 м. Голова вытянута, туловище стройное, хвост умеренной длины. Особенность строения заключается в чрезвычайно сильном развитии ядовитых желёз. Эти желёзы далеко простираются назад, проникая в переднюю треть туловища, оттесняя назад внутренние органы. Сердце сдвинуто почти к середине тела.
Окрашены в яркие комбинации из чёрного, красного и жёлтого.

## Образ жизни
Любят леса, кустарники, предгорья. Встречаются на высоте до 4000—5000 м над уровнем моря. Ведут скрытный образ жизни, зарываясь в лесную подстилку, прячась под корнями деревьев и камнями. Пойманные украшенные аспиды не пытаются укусить, предпочитая пассивную защиту. Яд этих змей сильнодействующий, но для людей они не представляют опасности, так как в любом случае маленький и узкий рот змеи не позволяет ей нанести эффективный укус.
Это яйцекладущие змеи.

## Распространение
Обитают в Непале, Индии, на юге Китая, в Индокитае, на полуострове Малакка, островах Суматра (Индонезия), Филиппины, Тайвань и Рюкю.

## Виды
- Calliophis beddomei
- Calliophis bibroni
- Двухполосая желёзистая змея[1] (Calliophis bivirgata)
- Calliophis gracilis
- Calliophis haematoetron
- Calliophis intestinalis
- Calliophis maculiceps
- Calliophis melanurus
- Calliophis nigrescens